# Lingua di ghiaccio

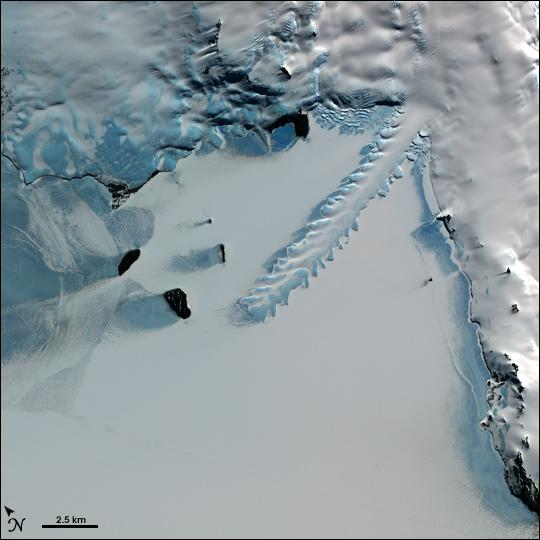
Lingua di ghiaccio proveniente dal ghiacciaio del monte Erebus, Isola di Ross, Antartide. La lingua di ghiaccio si sporge dentro il Canale McMurdo (ghiacciato in questa immagine).

Una lingua di ghiaccio è una massa (sheet) di ghiaccio che si proietta fuori dalla linea costiera. Essa si forma quando un ghiacciaio vallivo si muove molto rapidamente verso il mare o un lago.
Esso avanza se il bilancio del ghiacciaio è positivo (l'alimentazione supera l'ablazione) ma si ritrae se è negativo (l'ablazione supera l'alimentazione). Quando il bilancio è positivo e l'attrito, che nelle Terre emerse è estremamente maggiore di quello dell'acqua, diminuisce bruscamente, la lingua si stacca dal corpo del ghiacciaio diventa un Iceberg. 

## Fonti
- (EN) Erebus Ice Tongue, su earthobservatory.nasa.gov, NASA Earth Observatory. URL consultato il 19-05-2006 (archiviato dall'url originale il 1º ottobre 2006).